# Festuca duvalii
Festuca duvalii är en gräsart som först beskrevs av St.-yves, och fick sitt nu gällande namn av Gerrit Stohr. Festuca duvalii ingår i släktet svinglar, och familjen gräs. Inga underarter finns listade i Catalogue of Life.